# Tarczyk żółtawy
Tarczyk żółtawy (Cassida flaveola) – gatunek chrząszcza z rodziny stonkowatych i podrodziny tarczykowatych. Zamieszkuje Palearktykę i nearktyczną Amerykę Północną. Żeruje na goździkowatych.

## Taksonomia

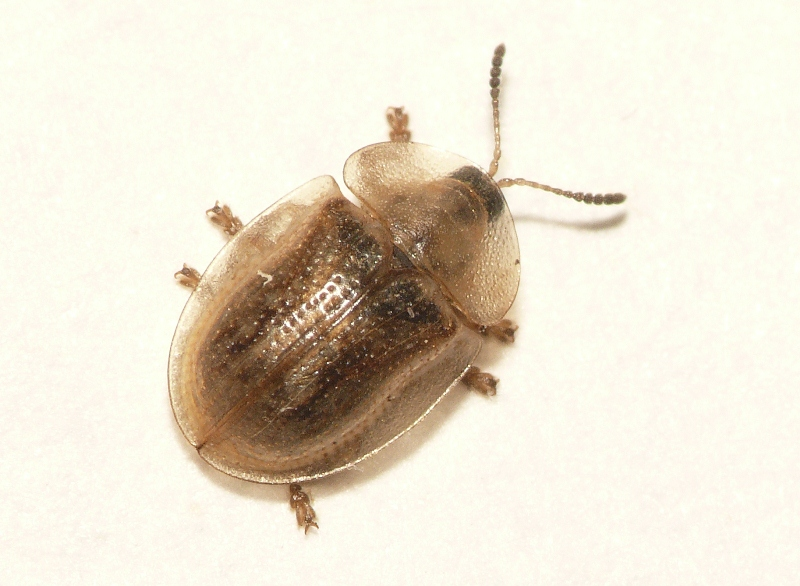
Widok od góry

Gatunek ten opisany został po raz pierwszy w 1794 roku przez Carla Petera Thunberga. Dawniej umieszczany był w podrodzaju nominatywnym (Cassida s.str.). W 2002 roku Walter Steinhausen na podstawie cech budowy poczwarki wprowadził dla tego tarczyka monotypowy podrodzaj Pseudocassis. Na odrębność linii ewolucyjnej tego taksonu od palearktycznych przedstawicieli podrodzaju nominatywnego wskazują także jego preferencje pokarmowe. Pozycja Cassida (Pseudocassis) na drzewie rodowym rodzaju Cassida pozostaje jednak niepewna.

## Morfologia

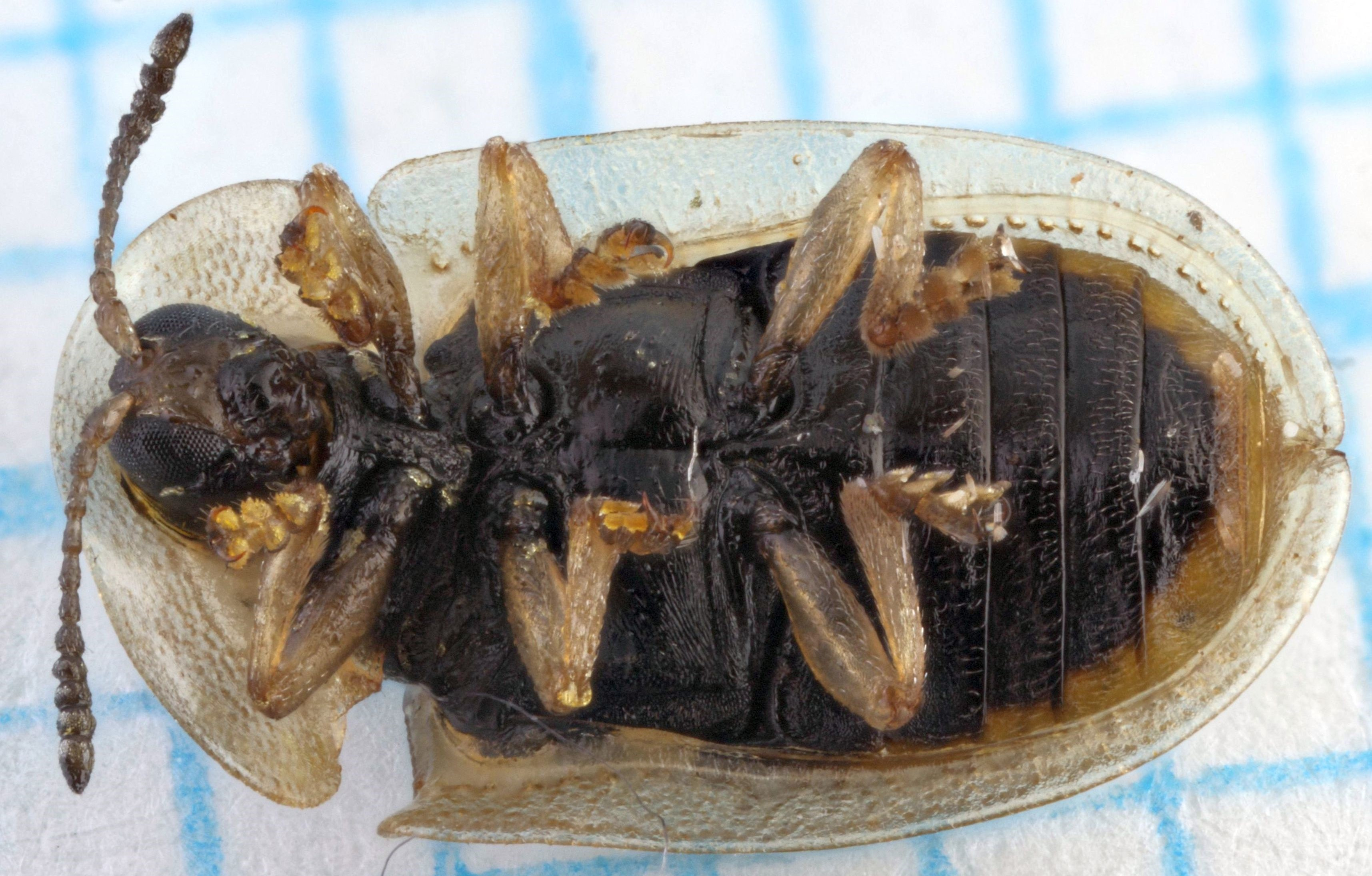
Widok od spodu

Chrząszcz o ciele długości od 4 do 6 mm. Grzbietowa strona ciała ubarwiona jest żółtawo lub jasnoochrowo, czasem z drobnymi, ciemniejszymi, rozmytymi plamami na pokrywach. Inne ubarwienie mają rzadko spotykane formy melanotyczne – ich przedplecze i pokrywy są smolistobrunatne z czerwono prześwitującymi krawędziami. Spód ciała jest czarny z żółtawymi: głową, podstawami czułków i krawędziami odwłoka. Ubarwienie odnóży jest żółtawe. Gładki, pokryty co najwyżej bardzo drobnymi i rozproszonymi punktami nadustek odróżnia ten gatunek od podobnie ubarwionych form C. berolinensis. Brzegi przedplecza i pokryw są rozpłaszczone. Punktowanie pokryw jest bardzo regularne, rozmieszczone w rządkach, bez nadliczbowych punktów na międzyrzędach. Krawędzie nasadowe pokryw są gładkie, pozbawione charakterystycznego dla tarczyka mgławego karbowania. Stopy mają rozchylone, pozbawione ząbków przy nasadach pazurki wystające poza wieńce szczecinek na trzecich członach.

## Ekologia i występowanie

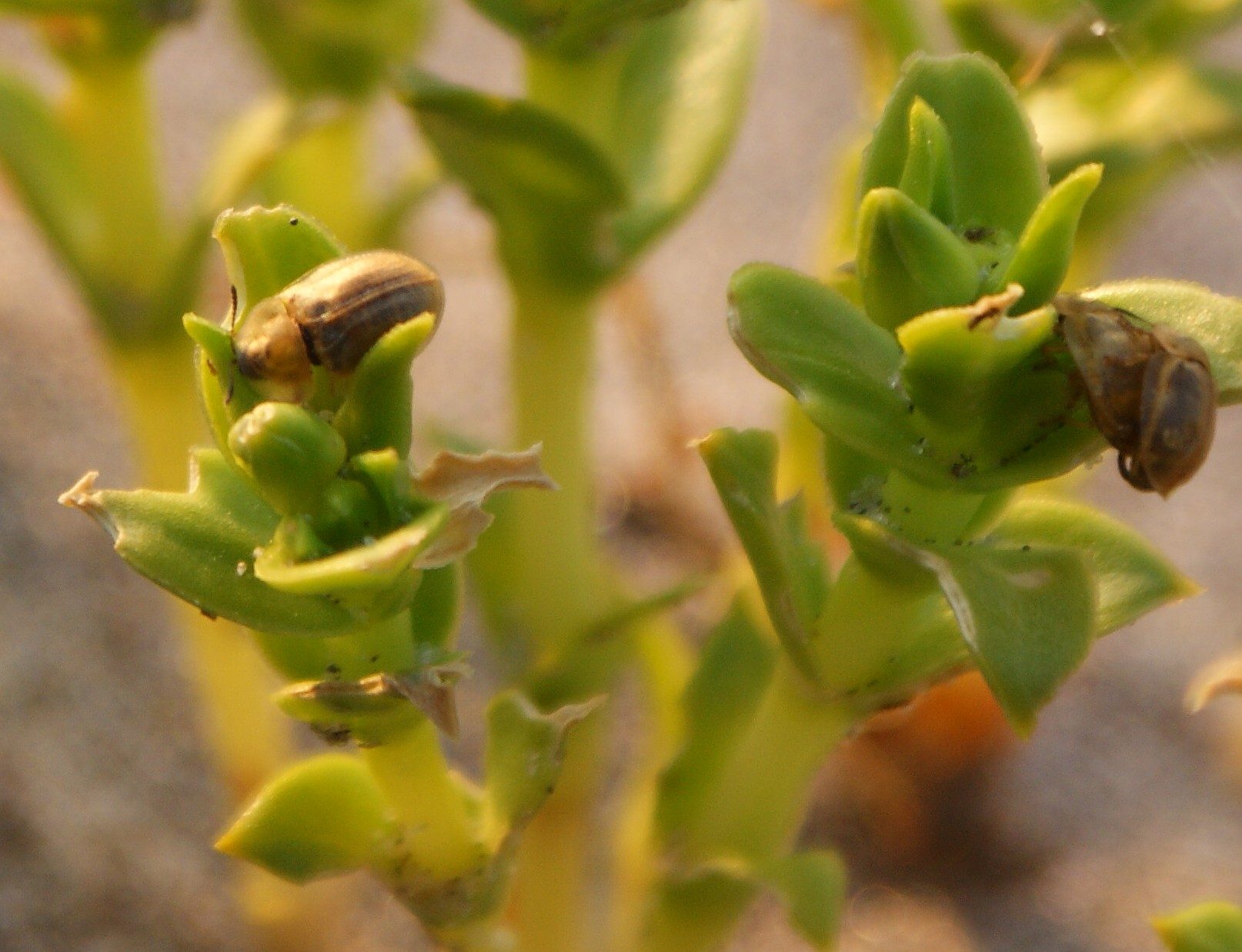
Tarczyki żółtawe na honkenii piaskowej

Zarówno osobniki dorosłe jak i larwy tego tarczyka są fitofagami żerującymi na roślinach z rodziny goździkowatych. Wśród ich roślin żywicielskich wymienia się honkenię piaskową, lepnicę białą, gwiazdnicę trawiastą oraz gwiazdnicę wielkokwiatową. Najliczniej zasiedla piaszczyste wybrzeża mórz.
Współcześnie gatunek ten ma zasięg holarktyczny. W Europie znany jest z Portugalii, Hiszpanii, Wielkiej Brytanii, Francji, Monako, Belgii, Holandii, Niemiec, Szwajcarii, Austrii, Włoch, Danii, Szwecji, Norwegii, Finlandii, Estonii, Łotwy, Litwy, Polski, Czech, Słowacji, Węgier, Białorusi, Ukrainy, Rumunii, Mołdawii, Bułgarii, Słowenii, Chorwacji, Bośni i Hercegowiny, Serbii, Czarnogóry, Macedonii Północnej, Grecji i Rosji. Na kontynencie tym sięga daleko na północ, przekraczając na Półwyspie Fennoskandzkim koło podbiegunowe. Szczególnie liczny jest na wybrzeżach Bałtyku, Morza Północnego i Adriatyku, natomiast na stanowiskach śródlądowych występuje lokalnie. W Polsce spotykany jest na obszarze prawie całego kraju. Poza Europą występuje w Afryce Północnej, palearktycznej Azji i nearktycznej Ameryce Północnej.